# Anna Tamminen
Anna Tamminen (Turku, 30 ottobre 1994) è una calciatrice finlandese, portiere dell'Hammarby e della nazionale finlandese.

## Carriera

### Nazionale
Nel 2022 è stata convocata dalla nazionale finlandese per gli Europei.

## Palmarès

### Club
- Campionato svedese: 1

Hammarby: 2023
- Coppa di Finlandia: 1

Åland United: 2020
- Coppa di Svezia: 2

Hammarby: 2022-2023, 2024-2025